# Trachinotus goreensis
Trachinotus goreensis es una especie de peces de la familia Carangidae en el orden de los Perciformes.

## Morfología
• Los machos pueden llegar alcanzar los 100 cm de longitud total.

## Distribución geográfica
Se encuentra desde el Senegal hasta Angola.